# Волков Олександр Олександрович (космонавт)
Олександр Олександрович Волков (рос. Алекса́ндр Алекса́ндрович Во́лков, народився 27 травня 1948) — льотчик-космонавт СРСР, герой СРСР.
У 1970 році закінчив Харківське вище військове авіаційне училище льотчиків імені С. І. Гріцевця.
В загоні радянських космонавтів з 1976 року.

## Третій політ
З 2 жовтня 1991 по 25 березня 1992 командир корабля «Союз ТМ-13» і орбітального корабля «Мир» за програмою Austromir.

## Сім'я
- Син — Волков Сергій Олександрович, народ. 01.04.1973, інструктор-космонавт-випробувач ЦПК ВПС.
- Син — Волков Дмитро Олександрович, народ. 15.04.1979